# Derbi Eterno de Belgrado
El Derbi Eterno (en serbio: večiti derbi, en cirílico Вечити дерби), también conocido como derbi de Belgrado (en serbio: Београдски дерби, Beogradski derbi), es como se conoce popularmente al enfrentamiento entre los dos equipos más populares e importantes de Serbia: el Partizan y el Estrella Roja de Belgrado. A lo largo de la historia, esta rivalidad ha estado marcada por las profundas diferencias políticas, sociales y culturales existentes en la región, lo que ha conllevado en reiterados actos de violencia por parte de los seguidores de ambos equipos.
El primer partido data del 5 de enero de 1947 con victoria del Estrella Roja 4-3, desde entonces se han enfrentado ininterrumpidamente a pesar de los distintos cambios territoriales que ha tenido la actual República de Serbia. Uno de los períodos de mayor tensión que ha tenido el derbi fue durante el gobierno socialista que rigió Yugoslavia hasta 1992, ya que a pesar de su nombre el Estrella Roja tuvo una gran representación en los sectores nacionalistas serbios, mientras que el Partizan desde su fundación fue una entidad cercana el ejército y al régimen de Tito.
El derbi no sólo se desarrolla en el fútbol serbio, sino también en otras disciplinas, entre las que destaca el baloncesto, donde también se han producido graves incidentes.

## Historia
Las grandes diferencias que tuvieron desde sus orígenes el Estrella Roja (fundado el 4 de marzo de 1945) y el Partizan (fundado el 4 de octubre de 1945), sumado al gran protagonismo que ambos clubes comenzaron a tener tanto en la liga como en la Copa Yugoslava, generaron de inmediato la rivalidad.
El Partizan consiguió su primer triunfo en primera división el 17 de abril de 1947, el mismo año en que se consagró como campeón, sin embargo el Estrella Roja rápidamente comenzó a lograr superioridad en el derbi al derrotar a los grobari por 3-0 en la final de Copa de 1948 y 2-0 en la última jornada de la temporada 1951 lo que le permitió obtener su primer título de liga. Sin embargo el Partizan lograría imponerse durante gran parte de la década de los 50 logrando las que son hasta la actualidad las de las mayores goleadas en el derbi, 6-1 el 17 de junio de 1951, la histórica goleada de 6-0 en la final de Copa en 1952 y el 7-1 el 6 de diciembre de 1953. Pese a esto el Estrella Roja tenía un gran dominio en la liga ganándola en 4 de 5 ocasiones entre 1956 y 1960, además de derrotar al Partizan en la final de Copa de 1959. A comienzos de los años 1960 el Partizan logró gran protagonismo tanto en el plano local como internacional consiguiendo tres trofeos consecutivos, lo que le permitió conseguir varias victorias en el derbi, así como aumentar en gran medida su popularidad.
El Estrella Roja revirtió esta situación a partir de finales de los 60 hasta finales de los 80, periodo en el cual logró su mejor resultado al golear 6-1 al Partizan el 17 de noviembre de 1968, además de no perder ninguno de los nueve partidos disputados entre 1962 y 1964 y no caer en trece entre 1971 y 1974. 
Tras la desaparición de la antigua Yugoslavia y por consecuente de los equipos croatas (Dinamo Zagreb y Hajduk Split) de la liga, el derbi comenzó a adquirir gran tensión ya que desde entonces ambos clubes adquirieron casi el total protagonismo del torneo. A lo largo de los años 90 el Partizan logró equilibrar la balanza, logrando entre otros ganar la final de Copa 1991-92 (1-0 y 2-2) y en semifinales de la misma en 1995. Sin embargo el Estrella Roja se vengó al ganarle las finales de 1996 y 1999, además de derrotarlo 3-0 en la temporada 2001-02. Durante este periodo aumentó la violencia produciéndose reiterados incidentes antes, durante y después de los partidos provocados por las aficiones de ambos equipos.
Ya en el torneo de Serbia-Montenegro el dominio del Crvena Zvezda continuó, logrando mantenerse invicto durante 11 partidos hasta 2007, cuando el Partizan rompió su mala racha al ganar 4-2 el 24 de febrero.

## Historial de partidos
| #   | Fecha                     | Local         | Resultado | Visitante     | Goleadores Partizan                          | Goleadores Estrella Roja                   |
| --- | ------------------------- | ------------- | --------- | ------------- | -------------------------------------------- | ------------------------------------------ |
| 1   | 5 de enero de 1947        | Partizan      | 3–4       | Estrella Roja | Đajić (autogol), Kašanin (autogol), Bobek    | Jezerkić (3), Đajić                        |
| 2   | 27 de abril de 1947       | Estrella Roja | 0–1       | Partizan      | Stanković (autogol)                          |                                            |
| 3   | 5 de octubre de 1947      | Estrella Roja | 1–1       | Partizan      | Mihajlović                                   | Stanković                                  |
| 4   | 27 de abril de 1948       | Partizan      | 1–0       | Estrella Roja | Jezerkić                                     |                                            |
| 5   | 7 de noviembre de 1948    | Partizan      | 1–0       | Estrella Roja | Bobek                                        |                                            |
| 6   | 1 de mayo de 1949         | Estrella Roja | 2–2       | Partizan      | Valok (2)                                    | Tomašević, Takač                           |
| 7   | 19 de marzo de 1950       | Estrella Roja | 3–1       | Partizan      | Pajević                                      | Tomašević, Antić, Vukosavljević            |
| 8   | 17 de septiembre de 1950  | Partizan      | 2–1       | Estrella Roja | Valok, Mihajlović                            | Tomašević                                  |
| 9   | 17 de junio de 1951       | Partizan      | 6–1       | Estrella Roja | Šijaković, Bobek (2), Valok (3)              | Tomašević                                  |
| 10  | 4 de noviembre de 1951    | Estrella Roja | 2–0       | Partizan      |                                              | Tomašević, Živanović                       |
| 11  | 23 de noviembre de 1952   | Estrella Roja | 1–1       | Partizan      | Valok                                        | Tomašević                                  |
| 12  | 31 de mayo de 1953        | Partizan      | 2–4       | Estrella Roja | Valok, Veselinović                           | Mitić, Živanović, Tomašević, Đajić         |
| 13  | 6 de diciembre de 1953    | Partizan      | 7–1       | Estrella Roja | Bobek, Zebec (2), Mihajlović (2), Herceg (2) | Tomašević                                  |
| 14  | 2 de mayo de 1954         | Estrella Roja | 0–2       | Partizan      | Valok (2)                                    |                                            |
| 15  | 21 de noviembre de 1954   | Estrella Roja | 2–1       | Partizan      | Valok                                        | Toplak, Živanović                          |
| 16  | 8 de junio de 1955        | Partizan      | 1–4       | Estrella Roja | Mihajlović                                   | Cokić (2), Toplak, Mitić                   |
| 17  | 11 de septiembre de 1955  | Partizan      | 0–1       | Estrella Roja |                                              | Šekularac                                  |
| 18  | 18 de marzo de 1956       | Estrella Roja | 1–3       | Partizan      | Borozan, Kaloperović, Popović (autogol)      | Rudinski                                   |
| 19  | 14 de octubre de 1956     | Estrella Roja | 2–0       | Partizan      |                                              | Tasić, Rudinski                            |
| 20  | 2 de junio de 1957        | Partizan      | 1–0       | Estrella Roja | Stojanović                                   |                                            |
| 21  | 25 de agosto de 1957      | Estrella Roja | 2–2       | Partizan      | Valok (2)                                    | Toplak, Kostić                             |
| 22  | 2 de marzo de 1958        | Estrella Roja | 2–2       | Partizan      | Mesaroš, Zebec                               | Toplak (2)                                 |
| 23  | 26 de octubre de 1958     | Partizan      | 0–2       | Estrella Roja |                                              | Kostić (2)                                 |
| 24  | 10 de mayo de 1959.       | Estrella Roja | 1–3       | Partizan      | Miladinović, Kaloperović, Galić              | Maravić                                    |
| 25  | 27 de septiembre de 1959. | Partizan      | 0–3       | Estrella Roja |                                              | Stipić (2), Popović                        |
| 26  | 17 de abril de 1960       | Estrella Roja | 1–1       | Partizan      | Kovačević                                    | Toplak                                     |
| 27  | 30 de octubre de 1960     | Partizan      | 3–0       | Estrella Roja | Galić (2), Vukelić                           |                                            |
| 28  | 16 de abril de 1961       | Estrella Roja | 3–2       | Partizan      | Kovačević, Galić                             | Rudinski (2), Kostić                       |
| 29  | 1 de octubre de 1961      | Partizan      | 0–0       | Estrella Roja |                                              |                                            |
| 30  | 8 de abril de 1962        | Partizan      | 1–1       | Estrella Roja | Kovačević                                    | Malešev                                    |
| 31  | 28 de octubre de 1962     | Partizan      | 5–0       | Estrella Roja | Galić (3), Vislavski (2)                     |                                            |
| 32  | 28 de abril de 1963       | Partizan      | 1–2       | Estrella Roja | Vasović                                      | Kostić (2)                                 |
| 33  | 17 de noviembre de 1963   | Estrella Roja | 1–0       | Partizan      |                                              | Prljinčević                                |
| 34  | 3 de mayo de 1964         | Partizan      | 0–2       | Estrella Roja |                                              | Prljinčević (2)                            |
| 35  | 16 de agosto de 1964      | Estrella Roja | 2–2       | Partizan      | Pirmajer, Galić                              | Andrić, Čop                                |
| 36  | 7 de marzo de 1965        | Partizan      | 1–2       | Estrella Roja | Pirmajer                                     | Prljinčević, Kostić                        |
| 37  | 5 de diciembre de 1965    | Partizan      | 1–2       | Estrella Roja | Pirmajer                                     | Milošević, Džajić                          |
| 38  | 5 de junio de 1966        | Estrella Roja | 2–1       | Partizan      | Bečejac                                      | Kostić (2)                                 |
| 39  | 11 de septiembre de 1966  | Partizan      | 1–1       | Estrella Roja | Bajić                                        | Džajić                                     |
| 40  | 26 de marzo de 1967       | Estrella Roja | 3–2       | Partizan      | Hasanagić, Bečejac                           | Milić, Džajić, Aćimović                    |
| 41  | 22 de octubre de 1967     | Partizan      | 1–0       | Estrella Roja | Hasanagić                                    |                                            |
| 42  | 12 de mayo de 1968        | Estrella Roja | 2–2       | Partizan      | Hošić, Dojčinovski (autogol)                 | Džajić, Aćimović                           |
| 43  | 17 de noviembre de 1968   | Estrella Roja | 6–1       | Partizan      | Katić                                        | Ostojić (3), Pavlović, Antonijević, Džajić |
| 44  | 15 de junio de 1969       | Partizan      | 2–2       | Estrella Roja | Kovačević, Đorđić                            | Lazarević (2)                              |
| 45  | 23 de noviembre de 1969   | Partizan      | 1–3       | Estrella Roja | Hošić                                        | Jevtić, Aćimović, Džajić                   |
| 46  | 7 de junio de 1970        | Estrella Roja | 1–1       | Partizan      | Mihajlović                                   | Đorić                                      |
| 47  | 15 de noviembre de 1970   | Estrella Roja | 1–2       | Partizan      | Bjeković (2)                                 | Filipović                                  |
| 48  | 6 de junio de 1971        | Partizan      | 0–2       | Estrella Roja |                                              | Karasi, Džajić                             |
| 49  | 24 de octubre de 1971     | Partizan      | 0–1       | Estrella Roja |                                              | Janković                                   |
| 50  | 7 de mayo de 1972         | Estrella Roja | 1–1       | Partizan      | Bogićević (autogol)                          | Džajić                                     |
| 51  | 22 de octubre de 1972     | Estrella Roja | 2–0       | Partizan      |                                              | Karasi, Lazarević                          |
| 52  | 2 de mayo de 1973         | Partizan      | 1–1       | Estrella Roja | Radaković                                    | Janković                                   |
| 53  | 8 de septiembre de 1973   | Estrella Roja | 1–0       | Partizan      |                                              | Bogićević                                  |
| 54  | 17 de marzo de 1974       | Partizan      | 2–1       | Estrella Roja | Cvetković, Živaljević                        | Karasi                                     |
| 55  | 27 de octubre de 1974     | Estrella Roja | 3–1       | Partizan      | Nikolić                                      | Savić, Filipović, Džajić                   |
| 56  | 18 de mayo de 1975        | Partizan      | 1–1       | Estrella Roja | Đorđević                                     | Petrović                                   |
| 57  | 7 de septiembre de 1975   | Estrella Roja | 2–0       | Partizan      |                                              | Sušić, Filipović                           |
| 58  | 28 de marzo de 1976       | Partizan      | 1–4       | Estrella Roja | Bjeković                                     | Sušić, Stamenković (2), Savić              |
| 59  | 7 de noviembre de 1976    | Estrella Roja | 1–0       | Partizan      |                                              | Filipović                                  |
| 60  | 22 de mayo de 1977        | Partizan      | 2–1       | Estrella Roja | Zavišić, Prekazi                             | Savić                                      |
| 61  | 23 de octubre de 1977     | Estrella Roja | 1–3       | Partizan      | Trifunović, Vukotić, Zavišić                 | Filipović                                  |
| 62  | 7 de mayo de 1978         | Partizan      | 3–2       | Estrella Roja | Vukotić (2), Santrač                         | Jelikić, Filipović                         |
| 63  | 29 de noviembre de 1978.  | Partizan      | 1–3       | Estrella Roja | Santrač                                      | Šestić, Milosavljević, Krmpotić            |
| 64  | 10 de junio de 1979       | Estrella Roja | 3–0       | Partizan      |                                              | Savić (2), Borovnica                       |
| 65  | 18 de noviembre de 1979   | Estrella Roja | 2–0       | Partizan      |                                              | Filipović, Šestić                          |
| 66  | 22 de junio de 1980       | Partizan      | 0–0       | Estrella Roja |                                              |                                            |
| 67  | 7 de diciembre de 1980    | Partizan      | 3–1       | Estrella Roja | Klinčarski, Varga, Vukotić                   | Repčić                                     |
| 68  | 14 de junio de 1981       | Estrella Roja | 1–1       | Partizan      | Vukotić                                      | Repčić                                     |
| 69  | 25 de octubre de 1981     | Estrella Roja | 1–0       | Partizan      |                                              | Djurovski                                  |
| 70  | 14 de abril de 1982       | Partizan      | 1–4       | Estrella Roja | Živković                                     | Djurovski, Šestić (2), Đorđić              |
| 71  | 7 de noviembre de 1982    | Estrella Roja | 1–1       | Partizan      | Mance                                        | Jovin                                      |
| 72  | 4 de junio de 1983        | Partizan      | 3–2       | Estrella Roja | Varga, Mance (2)                             | Đurović, Milojević                         |
| 73  | 23 de octubre de 1983     | Partizan      | 0–0       | Estrella Roja |                                              |                                            |
| 74  | 6 de mayo de 1984         | Estrella Roja | 0–0       | Partizan      |                                              |                                            |
| 75  | 11 de noviembre de 1984   | Partizan      | 2–1       | Estrella Roja | Mance, Varga                                 | Djurovski                                  |
| 76  | 19 de mayo de 1985        | Estrella Roja | 2–0       | Partizan      |                                              | Kaličanin (autogol), Djurovski             |
| 77  | 21 de agosto de 1985      | Partizan      | 1–1       | Estrella Roja | Vučićević                                    | Djurovski                                  |
| 78  | 15 de marzo de 1986       | Estrella Roja | 2–1       | Partizan      | Čapljić                                      | Nikolić, Musemić                           |
| 79  | 12 de octubre de 1986     | Partizan      | 2–0       | Estrella Roja | Smajić, Djurovski                            |                                            |
| 80  | 19 de abril de 1987       | Estrella Roja | 3–1       | Partizan      | Djurovski                                    | Musemić, Cvetković (2)                     |
| 81  | 6 de septiembre de 1987   | Partizan      | 2–3       | Estrella Roja | Stevanović, Vučićević                        | Stojković, Cvetković (2)                   |
| 82  | 3 de abril de 1988        | Estrella Roja | 1–1       | Partizan      | Đukić                                        | Binić                                      |
| 83  | 9 de octubre de 1988      | Partizan      | 1–0       | Estrella Roja | Brnović                                      |                                            |
| 84  | 3 de mayo de 1989         | Estrella Roja | 3–1       | Partizan      | Šćepović                                     | Prosinečki, Jurić, Stošić                  |
| 85  | 17 de septiembre de 1989  | Estrella Roja | 1–0       | Partizan      |                                              | Lukić                                      |
| 86  | 16 de marzo de 1990       | Partizan      | 0–2       | Estrella Roja |                                              | Pančev, Prosinečki                         |
| 87  | 13 de octubre de 1990     | Partizan      | 1–1       | Estrella Roja | Vujačić                                      | Savićević                                  |
| 88  | 27 de abril de 1991       | Estrella Roja | 3–1       | Partizan      | Mijatović                                    | Najdoski, Prosinečki, Jugović              |
| 89  | 22 de septiembre de 1991  | Partizan      | 2–2       | Estrella Roja | Novak, Mijatović                             | Pančev, Mihajlović                         |
| 90  | 22 de marzo de 1992       | Estrella Roja | 0–0       | Partizan      |                                              |                                            |
| 91  | 2 de octubre de 1992      | Estrella Roja | 1–1       | Partizan      | Mijatović                                    | Lukić                                      |
| 92  | 10 de abril de 1993       | Partizan      | 1–0       | Estrella Roja | Mijatović                                    |                                            |
| 93  | 26 de septiembre de 1993  | Partizan      | 0–2       | Estrella Roja |                                              | Ivić, Petković                             |
| 94  | 27 de noviembre de 1993   | Estrella Roja | 1–1       | Partizan      | Brnović                                      | Petković                                   |
| 95  | 27 de febrero de 1994     | Partizan      | 1–0       | Estrella Roja | Brnović                                      |                                            |
| 96  | 30 de abril de 1994       | Estrella Roja | 3–2       | Partizan      | Milošević, Ćirić                             | Vidaković, Ivić (2)                        |
| 97  | 24 de septiembre de 1994  | Partizan      | 1–1       | Estrella Roja | Ćirić                                        | Kovačević                                  |
| 98  | 26 de noviembre de 1994   | Estrella Roja | 3–2       | Partizan      | Đurić, Ćirić                                 | Krupniković, Stanković, Petković           |
| 99  | 18 de marzo de 1995       | Partizan      | 2–2       | Estrella Roja | Čakar, Saveljić                              | Krupniković, Adžić                         |
| 100 | 6 de mayo de 1995         | Estrella Roja | 2–1       | Partizan      | Bjeković                                     | Kovačević, Stojkovski                      |
| 101 | 16 de septiembre de 1995  | Estrella Roja | 0–1       | Partizan      | Tešović                                      |                                            |
| 102 | 26 de noviembre de 1995   | Partizan      | 1–1       | Estrella Roja | Beširović                                    | Stefanović                                 |
| 103 | 10 de marzo de 1996       | Estrella Roja | 2–3       | Partizan      | Pažin, Nađ, Čakar                            | Krupniković, Pantelić                      |
| 104 | 27 de abril de 1996       | Partizan      | 0–0       | Estrella Roja |                                              |                                            |
| 105 | 21 de septiembre de 1996  | Estrella Roja | 1–3       | Partizan      | Hristov, Saveljić, Svetličić                 | Mićić                                      |
| 106 | 8 de marzo de 1997        | Partizan      | 3–0       | Estrella Roja | Saveljić, Čakar, Tomić                       |                                            |
| 107 | 16 de abril de 1997       | Partizan      | 2–1       | Estrella Roja | Hristov, Ćirić                               | Stanković                                  |
| 108 | 27 de septiembre de 1997  | Estrella Roja | 2–0       | Partizan      |                                              | Ognjenović (2)                             |
| 109 | 21 de febrero de 1998     | Partizan      | 1–2       | Estrella Roja | Isailović                                    | Kristić, Stanković                         |
| 110 | 8 de abril de 1998        | Estrella Roja | 4–0       | Partizan      |                                              | Stanković (2), Ognjenović, Gojković        |
| 111 | 20 de septiembre de 1998  | Partizan      | 2–1       | Estrella Roja | Tomić, Kežman                                | Ljubojević                                 |
| 112 | 20 de marzo de 1999       | Estrella Roja | 2–2       | Partizan      | Kežman, Ilić                                 | Pjanović, Gojković                         |
| 113 | 30 de octubre de 1999     | Partizan      | 2–0       | Estrella Roja | Ilić, Kežman                                 |                                            |
| 114 | 2 de abril de 2000        | Estrella Roja | 2–1       | Partizan      | Kežman                                       | Pjanović, Savić (autogol)                  |
| 115 | 7 de marzo de 2001        | Estrella Roja | 2–0       | Partizan      |                                              | Pjanović, Lalatović                        |
| 116 | 14 de abril de 2001       | Partizan      | 2–1       | Estrella Roja | Ilić, Iliev                                  | Drulić                                     |
| 117 | 3 de noviembre de 2001    | Estrella Roja | 0–0       | Partizan      |                                              |                                            |
| 118 | 21 de abril de 2002       | Partizan      | 0–3       | Estrella Roja |                                              | Vidić, Bogavac, Milovanović                |
| 119 | 19 de octubre de 2002     | Partizan      | 2–2       | Estrella Roja | Iliev, Ilić                                  | Bošković, Pjanović                         |
| 120 | 20 de abril de 2003       | Estrella Roja | 2–0       | Partizan      |                                              | Bošković, Bogavac                          |
| 121 | 8 de noviembre de 2003    | Estrella Roja | 3–0       | Partizan      |                                              | Žigić (2), Perović                         |
| 122 | 17 de abril de 2004       | Partizan      | 0–0       | Estrella Roja |                                              |                                            |
| 123 | 16 de octubre de 2004     | Partizan      | 0–0       | Estrella Roja |                                              |                                            |
| 124 | 23 de abril de 2005       | Estrella Roja | 1–1       | Partizan      | Đorđević                                     | Pantelić                                   |
| 125 | 15 de octubre de 2005     | Estrella Roja | 2–0       | Partizan      |                                              | Luković, Perović                           |
| 126 | 1 de abril de 2006        | Partizan      | 0–0       | Estrella Roja |                                              |                                            |
| 127 | 23 de septiembre de 2006  | Partizan      | 0–0       | Estrella Roja |                                              |                                            |
| 128 | 24 de febrero de 2007     | Estrella Roja | 2–4       | Partizan      | Mihajlov, Bajić, Marinković, Lazetić         | Castillo, Burzanović                       |
| 129 | 11 de abril de 2007       | Estrella Roja | 1–0       | Partizan      |                                              | Purović                                    |
| 130 | 5 de mayo de 2007         | Partizan      | 1–2       | Estrella Roja | Rukavina                                     | Burzanović, Milijaš                        |
| 131 | 29 de septiembre de 2007  | Partizan      | 2–2       | Estrella Roja | Jovetić, Moreira                             | Koroman (2)                                |
| 132 | 1 de marzo de 2008        | Estrella Roja | 4–1       | Partizan      | Lazić                                        | Milovanović, Castillo (2), Milijaš         |
| 133 | 5 de abril de 2008        | Partizan      | 1–1       | Estrella Roja | Juca                                         | Burzanović                                 |
| 134 | 5 de octubre de 2008      | Estrella Roja | 0–2       | Partizan      | Diarra, Juca                                 |                                            |
| 135 | 28 de febrero de 2009     | Partizan      | 1–1       | Estrella Roja | Moreira                                      | Tutorić                                    |
| 136 | 8 de abril de 2009        | Partizan      | 2–0       | Estrella Roja | Diarra, Vujović                              |                                            |
| 137 | 28 de noviembre de 2009   | Estrella Roja | 1–2       | Partizan      | Diarra, Cléo                                 | Knežević (autogol)                         |
| 138 | 8 de mayo de 2010         | Partizan      | 1–0       | Estrella Roja | Petrović                                     |                                            |
| 139 | 23 de octubre de 2010     | Estrella Roja | 0–1       | Partizan      | Moreira                                      |                                            |
| 140 | 23 de abril de 2011       | Partizan      | 1–0       | Estrella Roja | Tagoe                                        |                                            |
| 141 | 26 de noviembre de 2011   | Estrella Roja | 0–2       | Partizan      | Vukić, Šćepović                              |                                            |
| 142 | 5 de mayo de 2012         | Partizan      | 0–1       | Estrella Roja |                                              | Cadú                                       |
| 143 | 17 de noviembre de 2012   | Estrella Roja | 3–2       | Partizan      | Mitrović, Jovanović (autogol)                | Kasalica, Milivojević, Milijaš             |
| 144 | 18 de mayo de 2013        | Partizan      | 1–0       | Estrella Roja | Jojić                                        |                                            |
| 145 | 2 de noviembre de 2013    | Estrella Roja | 1–0       | Partizan      |                                              | Obradović (autogol)                        |
| 146 | 26 de abril de 2014       | Partizan      | 2–1       | Estrella Roja | Drinčić, Kojić                               | Mrđa                                       |
| 147 | 18 de octubre de 2014     | Partizan      | 1–0       | Estrella Roja | Drinčić                                      |                                            |
| 148 | 25 de abril de 2015       | Estrella Roja | 0–0       | Partizan      |                                              |                                            |
| 149 | 12 de septiembre de 2015  | Estrella Roja | 3–1       | Partizan      | Stevanović                                   | Vieira (2), Katai                          |
| 150 | 27 de febrero de 2016     | Partizan      | 1–2       | Estrella Roja | Gogoua                                       | Ibáñez, Vieira                             |
| 151 | 16 de abril de 2016       | Estrella Roja | 1–1       | Partizan      | Everton                                      | Sikimić                                    |
| 152 | 17 de septiembre de 2016  | Partizan      | 1–0       | Estrella Roja | Leonardo                                     |                                            |
| 153 | 4 de marzo de 2017        | Estrella Roja | 1–1       | Partizan      | Đurđević                                     | Kanga                                      |
| 154 | 18 de abril de 2017       | Estrella Roja | 1–3       | Partizan      | Leonardo (2), Tawamba                        | Boakye                                     |
| 155 | 27 de agosto de 2017      | Estrella Roja | 0–0       | Partizan      |                                              |                                            |
| 156 | 13 de diciembre de 2017   | Partizan      | 1–1       | Estrella Roja | Soumah                                       | Boakye                                     |
| 157 | 14 de abril de 2018       | Estrella Roja | 2–1       | Partizan      | Ožegović                                     | Radonjić, Pešić                            |
| 158 | 23 de septiembre de 2018  | Partizan      | 1–1       | Estrella Roja | Gomes                                        | Boakye                                     |
| 159 | 3 de marzo de 2019        | Estrella Roja | 1–1       | Partizan      | Nikolić                                      | Pavkov                                     |
| 160 | 25 de abril de 2019       | Estrella Roja | 2–1       | Partizan      | Gomes                                        | Ben, Vukanović                             |
| 161 | 22 de septiembre de 2019  | Partizan      | 2–0       | Estrella Roja | Soumah, Tošić                                |                                            |
| 162 | 1 de marzo de 2020        | Estrella Roja | 0–0       | Partizan      |                                              |                                            |

## Historial estadístico
- Actualizado al 19 de septiembre de 2021

| Motivo                 | PJ  | GER | E  | GP | GolER | GolP |
| ---------------------- | --- | --- | -- | -- | ----- | ---- |
| Liga RFS Yugoslavia    | 88  | 41  | 24 | 23 | 142   | 113  |
| Liga RF Yugoslavia     | 30  | 10  | 10 | 10 | 41    | 37   |
| Liga Serbia-Montenegro | 8   | 3   | 5  | 0  | 10    | 3    |
| Liga Serbia            | 46  | 14  | 17 | 15 | 45    | 47   |
| Subtotal Liga          | 172 | 68  | 56 | 48 | 238   | 200  |
| Copa RFS Yugoslavia    | 15  | 8   | 2  | 5  | 26    | 27   |
| Copa RF Yugoslavia     | 12  | 6   | 2  | 4  | 20    | 14   |
| Copa Serbia-Montenegro | 2   | 2   | 0  | 0  | 3     | 0    |
| Copa Serbia            | 10  | 4   | 1  | 5  | 9     | 9    |
| Subtotal Copa          | 39  | 20  | 5  | 14 | 58    | 50   |
| Total                  | 211 | 88  | 61 | 62 | 296   | 250  |

| PJ: partidos jugados          |
| GER: ganador Estrella Roja    |
| GP: ganador Partizan          |
| E: empate                     |
| GolER: goles de Estrella Roja |
| GolP: goles de Partizan       |

Torneos de RFS Yugoslavia obtenidos de RSSSF. Datos obtenidos del Sitio oficial del FK Partizan  Archivado el 26 de mayo de 2012 en Wayback Machine.

## Goleadores
| Jugador       | Equipo        | Goles |
| ------------- | ------------- | ----- |
| Marko Valok   | Partizan      | 13    |
| Bora Kostic   | Estrella Roja | 9     |
| Dragan Dzajic | Estrella Roja | 9     |

## Más presencias
| Jugador         | Equipo        | Presencias |
| --------------- | ------------- | ---------- |
| Momcilo Vukotic | Partizan      | 25         |
| Bora Kostic     | Estrella Roja | 23         |
| Dragan Dzajic   | Estrella Roja | 21         |